# دير داوا
ديري داوا (بالصومالية: Diridhaba، بالأمهرية: ድሬዳዋ، بالهررية: ድሬዳዋ، بالأورومو: Dirree Dhawaa)‏، هي مدينة في شرق إثيوبيا بالقرب من المنطقة الصومالية وحدود أوروميا وواحدة من مدينتين على المستوى الفيدرالي في إثيوبيا (الأخرى هي العاصمة أديس أبابا)، تعتبر ديري داوا مدينة إسلامية وتعتبر قبلة الإسلام في إثيوبيا ودار للعلوم الإسلامية ومن أبرز علمائها سعيد النوري وكامل محمد ومحمد غزالي وكمال بدري وإبرهيم وعلي شبو والكثير من سكانها مسلمون وتشتهر بمئذنة.[بحاجة لمصدر]

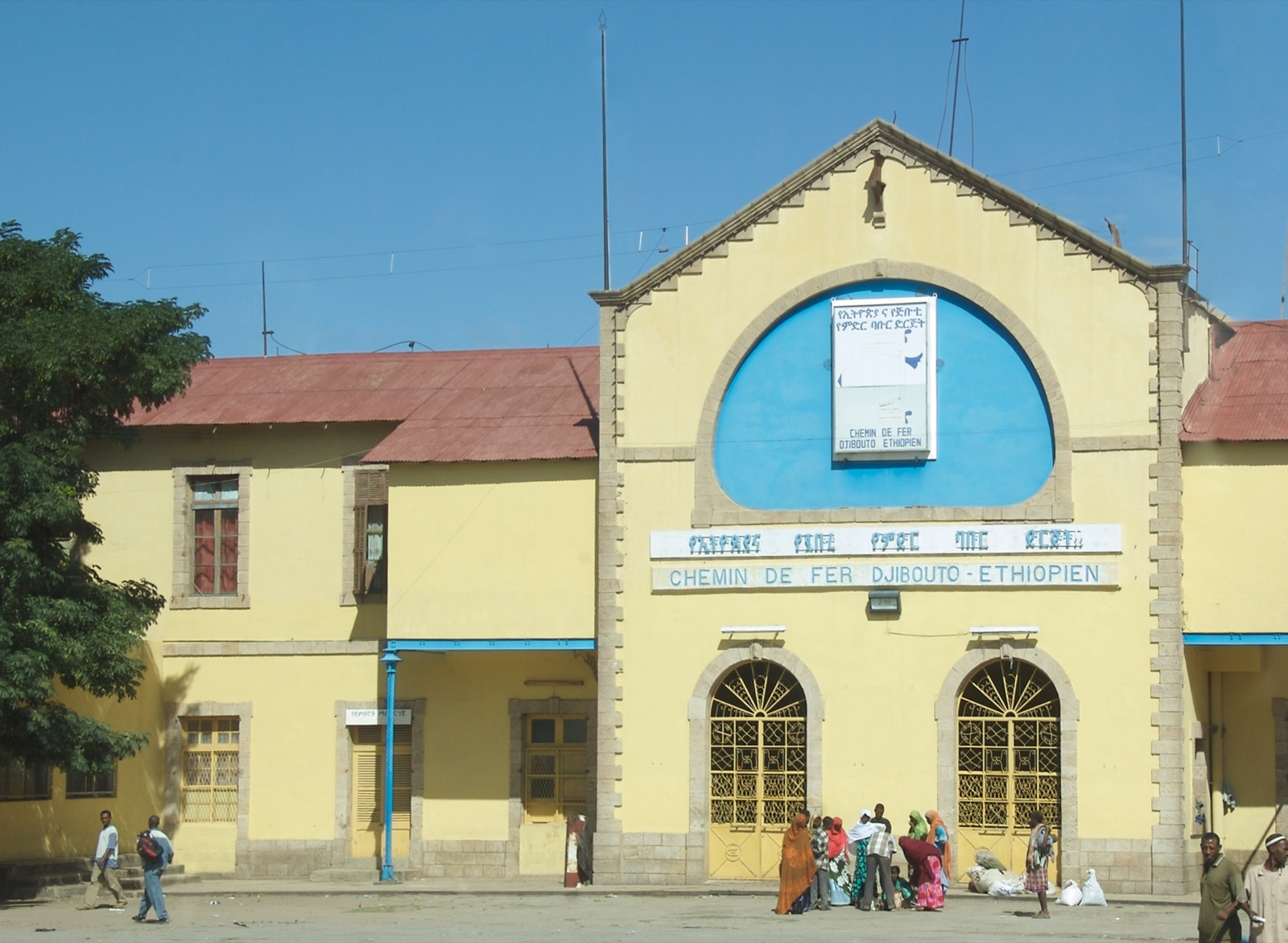
محطة سكة حديد تصل المدينة بأنحاء إثيوبيا وجيبوتي

## المناخ
يظهر الجدول التالي التغييرات المناخية على مدار السنة لدير داوا:
| البيانات المناخية لـدير داوا                                                              | البيانات المناخية لـدير داوا | البيانات المناخية لـدير داوا | البيانات المناخية لـدير داوا | البيانات المناخية لـدير داوا | البيانات المناخية لـدير داوا | البيانات المناخية لـدير داوا | البيانات المناخية لـدير داوا | البيانات المناخية لـدير داوا | البيانات المناخية لـدير داوا | البيانات المناخية لـدير داوا | البيانات المناخية لـدير داوا | البيانات المناخية لـدير داوا | البيانات المناخية لـدير داوا |
| الشهر                                                                                     | يناير                        | فبراير                       | مارس                         | أبريل                        | مايو                         | يونيو                        | يوليو                        | أغسطس                        | سبتمبر                       | أكتوبر                       | نوفمبر                       | ديسمبر                       | المعدل السنوي                |
| ----------------------------------------------------------------------------------------- | ---------------------------- | ---------------------------- | ---------------------------- | ---------------------------- | ---------------------------- | ---------------------------- | ---------------------------- | ---------------------------- | ---------------------------- | ---------------------------- | ---------------------------- | ---------------------------- | ---------------------------- |
| الدرجة القصوى °م (°ف)                                                                     | 38.0 (100.4)                 | 42.0 (107.6)                 | 42.0 (107.6)                 | 37.8 (100.0)                 | 39.9 (103.8)                 | 39.5 (103.1)                 | 38.2 (100.8)                 | 37.3 (99.1)                  | 37.4 (99.3)                  | 38.4 (101.1)                 | 36.4 (97.5)                  | 36.0 (96.8)                  | 42.0 (107.6)                 |
| متوسط درجة الحرارة الكبرى °م (°ف)                                                         | 28.3 (82.9)                  | 29.5 (85.1)                  | 30.9 (87.6)                  | 30.9 (87.6)                  | 33.7 (92.7)                  | 33.7 (92.7)                  | 32.3 (90.1)                  | 31.0 (87.8)                  | 32.3 (90.1)                  | 32.1 (89.8)                  | 29.9 (85.8)                  | 28.3 (82.9)                  | 31.1 (88.0)                  |
| المتوسط اليومي °م (°ف)                                                                    | 22.1 (71.8)                  | 23.2 (73.8)                  | 25.2 (77.4)                  | 26.0 (78.8)                  | 27.8 (82.0)                  | 28.5 (83.3)                  | 27.0 (80.6)                  | 26.3 (79.3)                  | 26.6 (79.9)                  | 25.9 (78.6)                  | 23.5 (74.3)                  | 22.3 (72.1)                  | 25.4 (77.7)                  |
| متوسط درجة الحرارة الصغرى °م (°ف)                                                         | 14.8 (58.6)                  | 15.5 (59.9)                  | 18.2 (64.8)                  | 19.6 (67.3)                  | 20.7 (69.3)                  | 21.6 (70.9)                  | 20.4 (68.7)                  | 19.2 (66.6)                  | 19.6 (67.3)                  | 18.1 (64.6)                  | 15.6 (60.1)                  | 14.4 (57.9)                  | 18.1 (64.6)                  |
| أدنى درجة حرارة °م (°ف)                                                                   | 3.0 (37.4)                   | 6.0 (42.8)                   | 7.2 (45.0)                   | 5.0 (41.0)                   | 10.3 (50.5)                  | 11.8 (53.2)                  | 7.3 (45.1)                   | 6.5 (43.7)                   | 8.5 (47.3)                   | 6.0 (42.8)                   | 7.6 (45.7)                   | 1.0 (33.8)                   | 1.0 (33.8)                   |
| معدل هطول الأمطار مم (إنش)                                                                | 15 (0.6)                     | 27 (1.1)                     | 74 (2.9)                     | 113 (4.4)                    | 78 (3.1)                     | 42 (1.7)                     | 115 (4.5)                    | 158 (6.2)                    | 105 (4.1)                    | 36 (1.4)                     | 16 (0.6)                     | 13 (0.5)                     | 792 (31.1)                   |
| متوسط الأيام الممطرة (≥ 0.1 mm)                                                           | 2                            | 3                            | 7                            | 10                           | 6                            | 5                            | 11                           | 14                           | 10                           | 3                            | 2                            | 1                            | 74                           |
| متوسط الرطوبة النسبية (%)                                                                 | 55                           | 56                           | 55                           | 55                           | 47                           | 44                           | 50                           | 53                           | 52                           | 45                           | 49                           | 51                           | 51                           |
| ساعات سطوع الشمس الشهرية                                                                  | 294.5                        | 265.6                        | 257.3                        | 246.0                        | 244.9                        | 204.0                        | 220.1                        | 244.9                        | 234.0                        | 248.0                        | 282.0                        | 300.7                        | 3٬042                        |
| ساعات سطوع الشمس اليومية                                                                  | 9.5                          | 9.4                          | 8.3                          | 8.2                          | 7.9                          | 6.8                          | 7.1                          | 7.9                          | 7.8                          | 8.0                          | 9.4                          | 9.7                          | 8.3                          |
| المصدر #1: الأرصاد الجوية الألمانية, المنظمة العالمية للأرصاد الجوية (rainfall 1981–2010) |                              |                              |                              |                              |                              |                              |                              |                              |                              |                              |                              |                              |                              |
| المصدر #2: Meteo Climat (record highs and lows)                                           |                              |                              |                              |                              |                              |                              |                              |                              |                              |                              |                              |                              |                              |

## أعلام
- يوسف هيرسي
- فؤاد إبراهيم
- إسماعيل عمر جيلي
- علي برة